# フェンス (テレビドラマ)
『フェンス』は、WOWOWの「連続ドラマW」枠で2023年3月19日から4月16日まで放送されたテレビドラマ。主演は松岡茉優と宮本エリアナ。
野木亜紀子によるオリジナル脚本で、東京の雑誌ライターと沖縄のブラックミックスが性的暴行事件の真相を追う、日本のドラマ史上初の肌の色の違う女性バディがW主人公の連続ドラマ。

## あらすじ
東京で雑誌ライターを務める小松綺絵（松岡茉優）は、編集長の指示により、沖縄で発生した米兵による性的暴行事件を取材するため現地へ向かう。被害者として訴える大嶺桜（宮本エリアナ）は、米軍人の父を持ち、沖縄でカフェバー「MOAI」を経営している。キーは観光客を装い桜に接近し、事件の詳細を探るが、次第に彼女の供述に不審な点があることに気付く。
調査を進める中で、キーは沖縄県警の伊佐兼史（青木崇高）と再会し、米軍犯罪の捜査の難しさや沖縄の基地問題に直面する。桜が自身のためではなく、ある人物を守るために証言を変えている可能性が浮かび上がり、キーは事件の真相と沖縄が抱える社会問題に深く関わっていくこととなる。

## キャスト

### 主要人物
小松綺絵（こまつ きえ） / キー
演 - 松岡茉優（幼少期：古川凛）
東京の雑誌ライター。沖縄で発生した、米兵による性的暴行事件の真相を追う。
大嶺桜（おおみね さくら）
演 - 宮本エリアナ（幼少期：コーツ愛里）
沖縄育ちで父親が米軍人のブラックミックス。カフェバー「MOAI」の経営者。
米兵による性的暴行の被害を訴える。

### 沖縄県警
伊佐兼史
演 - 青木崇高
沖縄県警中部警察署の警察官。渉外警ら隊所属。綺絵が都内のキャバクラに勤めていた時の客。
上原光栄
演 - 佐久本宝
沖縄県警中部警察署の警察官。伊佐の後輩で相棒。
平良清巳
演 - 志ぃさー
中部警察署刑事。伊佐の上司。
与儀政孝
演 - 田原雅之
沖縄県警中部警察署の刑事。
東江
演 - 小橋川嘉人
中部警察署組対刑事。
上里
演 - 玉代勢圭司
中部警察署組対刑事。
国際室長
演 - 肥後克広
国際犯罪対策室・室長。
受付
演 - うどんちゃん
中部警察署受付。

### 綺絵の関係者
東諭吉
演 - 光石研
「月刊BOWOW」編集長。キーの上司。
小松博美
演 - 中村優子
綺絵の母。

### 桜の関係者
大嶺ヨシ
演 - 吉田妙子
桜の祖母。沖縄戦体験者で、平和運動に参加している。老人ホームで暮らしている。
仲本颯太
演 - 與那城奨（JO1）
桜の元交際相手。米軍基地の従業員。
仲本琉那
演 - 比嘉奈菜子
颯太の妹。
ミッキー
演 - ニッキー
桜の友人。米軍基地の従業員。
マリッサ
演 - ドミニク
桜の仲間のガールズバーの店長。事件があったとされる日に桜に車を借りた。
ホリー
演 - Reina
アメリカから来た小児科医。桜の父ウィルの現妻の妹。

### 米軍関係者
ジェイ（JASON BROWN）
演 - ド・ランクザン望
在沖米軍の海兵隊員。
山城実結
演 - 松田るか
ジェイの婚約者。
上官
演 - スティーブ・ワイリー
ジェイの上官。
ナタリー・ウィリアムズ
演 - Ruby Young
NCIS（米海軍と海兵隊の犯罪捜査機関）捜査官
捜査官
演 - マイケル・キダ
NCIS捜査官。ナタリーの上司。
具志堅正人
演 - ベンビー
NCIS通訳
ハリス（Harris Froud）
演 - ダンテ・カーヴァー
米陸軍の上官。普段は横須賀にいるがドランジットで沖縄を経由する。
アレックス・アメス（Alex Ames）
演 - Derrick Dover
米陸軍の兵士。事件の日の深夜ホテルに戻るのを綺絵に目撃される。
ウィルソン・マッコニー（Wilson McOnie）
演 - Riley
米陸軍の兵士。アレックスの仲間。

### その他
城間薫
演 - 新垣結衣（特別出演）
「メディカル・クリニックゆくる」の精神科医。
沢田和行
演 - 板橋駿谷
日林建設の辺野古基地建設担当者。週末はバーで働く。
バーテン
演 - 海老澤健次
バーでの沢田の同僚バーテン。

### ゲスト

#### 第1話
比嘉
演 - ゆっきー（キャン×キャン）
伊佐兼史と馴染みの居酒屋店員。
田中
演 - 永岡佑
ダイビングショップオーナー。本土出身。
客
演 - 吉増裕士
バウ子嬢として潜入したキーが相手するキャバクラの客。
キャバ嬢
演 - 南部麻衣
キーの不審な行動を怪しむ。
木島
演 - 原布助
キーが取材で潜入したキャバクラのボーイ。
女性、男性
演 - 嘉数ゆり、新垣晋也
桜が参加しようとした基地反対デモのメンバー。
少女
演 - 河村祐南、崎浜梨瑚
カフェモアイの客。
サチ
演 - 金原亭杏寿
マリッサのバーのバイト店員。

#### 第2話
職員
演 - 井上あすか
住宅型有料老人ホーム「ぱいかじの里」職員。
アメジョ
演 - 花影香音、きなこ
琉那が親しくする先輩。
工員
演 - 新垣正弘
玉木自動車整備工場。松也からの紹介でジェイの車の修理を請け負う。
バイク屋
演 - アカバナー青年会
キーにバイクをレンタルする。
カフェ店員
演 - 真魚

#### 第3話
崎浜仁美
演 - きゃんひとみ（第4話）
「ちゅら海病院」の産婦人科医。
母親
演 - 金城理恵
仲本颯太・琉那兄妹の母親。
ネイリスト
演 - 蔵下穂波
山城実結の同僚。
金城
演 - 山城智二
北中城でバイクを運転中にジェイが運転する赤い車にひき逃げされ骨折する。
ヤクザ
演 - 比嘉憲吾
伊佐兼史から扱う薬物について詰問される。
相談員
演 - 比嘉梨乃（第4話）
沖縄 性被害ホットラインの相談員。

#### 第4話
役人
演 - 津波信一
沖縄防衛局の役人。キーが潜入した沖縄のクラブ「胡蝶華」の客。
ママ
演 - 宮城夏鈴
クラブ「胡蝶華」のママ。
若者
演 - 金城大和、福地清
琉那を監禁し売春させようと画策する。
従業員
演 - 小渡俊彰（第5話）
米軍関係者も利用するHOTEL CROWNの従業員。

#### 第5話
宮坂
演 - 小林千里
琉那が避難した民間シェルターの管理人。
被害者
演 - 真栄城美鈴
レイプ被害者。

## スタッフ
- 脚本 - 野木亜紀子
- 音楽プロデューサー - 岩崎太整[3]
- 音楽 - 邦子、HARIKUYAMAKU、諸見里修、Leofeel[1]
- 主題歌 - Awich「TSUBASA feat. Yomi Jah」（UNIVERSAL J）[1]
- 監督 - 松本佳奈[3]
- プロデューサー - 高江洲義貴[3]、北野拓[3]
- 製作 - WOWOW、NHKエンタープライズ

## 放送日程
| 各話   | 放送日  | サブタイトル |
| ------ | ------- | ------------ |
| 第1話  | 3月19日 | ユクサー     |
| 第2話  | 3月26日 | アメジョ     |
| 第3話  | 4月02日 | ヒヌカン     |
| 第4話  | 4月09日 | マブイ       |
| 最終話 | 4月16日 | ヌチ         |

## 受賞歴
- 第62回 モンテカルロ・テレビ祭 - ゴールデンニンフ賞（最高賞）ノミネート[35]
- 第61回 ギャラクシー賞（放送批評懇談会）
  - 2023年4月度 月間賞[36]
  - 上期 テレビ部門 入賞[37]
  - テレビ部門 大賞[38][39]
- 第3回 WOWOWクリエイターアワード - 最優秀賞[40]
- MIPCOM BUYERS' AWARD for Japanese Drama 2023 - 奨励賞[41]
- 東京ドラマアウォード2023 作品賞 - 連続ドラマ部門 優秀賞[42]
- 第74回 芸術選奨 - 放送部門 文部科学大臣賞（野木亜紀子）[43]
- バンフ・ワールド・メディア・フェスティバル2024 - ノミネート[44]
- 第23回 放送人グランプリ - 優秀賞[45]
- 第40回 ATP賞テレビグランプリ - ドラマ部門 優秀賞[46]